# Volta a La Rioja
La Volta a La Rioja (en castellà Vuelta a La Rioja) és una competició ciclista per etapes que es disputà a La Rioja a la fi del mes d'abril. La primera edició es disputà el 1957, sent el vencedor el català Albert Sant Alenta. La darrera edició es disputà el 2017. Les edicions del 2018 i 2019 foren anul·lades per motius econòmics. Jesús Manzaneque i Carlos Echeverría, amb tres victòries cadascun, són els ciclistes amb més triomfs.
Des del 2005 i fins a la seva desaparició formà part del calendari de l'UCI Europe Tour, primer com una carrera de categoria 2.1 i des del 2009 com a 1.1.

## Llista de guanyadors
| Any  | Vencedor                       | Segon                      | Tercer                        |
| ---- | ------------------------------ | -------------------------- | ----------------------------- |
| 1957 | Albert Sant Alenta             | Cosme Barrutia             | Salvador Botella              |
| 1958 | Manuel Martín Piñera           | José Antonio Musitu        | Luciano Montero               |
| 1960 | Ángel Rodríguez                | Juan Campillo              | Raúl Rey                      |
| 1962 | Carlos Echeverría              | Adolfo Legarra             | Sebastián Elorza              |
| 1963 | Carlos Echeverría              | José Antonio Momeñe        | Antón Barrutia                |
| 1964 | Antón Barrutia                 | Carlos Echeverría          | Ramón Mendiburu               |
| 1965 | Juan María Uribezubia          | Valentín Uriona            | Carlos Echeverría             |
| 1966 | Antonio Gómez del Moral        | Mariano Díaz               | José Manuel Lasa              |
| 1967 | Gabino Ereñozaga               | Eugenio Lisarde            | Andrés Gandarias              |
| 1968 | Ramón Mendiburu                | José Ramón Goyeneche       | Jesús Roda                    |
| 1969 | Luis Ocaña                     | Andrés Gandarias           | Francisco Galdós              |
| 1970 | Carlos Echeverría              | José Luis Galdames         | Juan María Santisteban        |
| 1971 | Jesús Manzaneque               | José Casas                 | José Luis Abileira            |
| 1972 | José Antonio Pontón            | Luis Pedro Santamarina     | Antonio Martos                |
| 1973 | Jesús Manzaneque               | Francisco Galdós           | Josep Pesarrodona             |
| 1974 | Jesús Manzaneque               | Juan Manuel Santisteban    | José Casas                    |
| 1975 | Javier Elorriaga               | Jesús Manzaneque           | Vicente López Carril          |
| 1977 | Rafael Ladrón de Guevara       | Domingo Perurena           | Carlos Melero                 |
| 1978 | Francisco Galdós               | Vicent Belda               | Ismael Lejarreta              |
| 1979 | Eulalio García                 | Jesús Manzaneque           | Ángel López del Álamo         |
| 1980 | Jesús Suárez Cuevas            | Eulalio García             | Vicent Belda                  |
| 1981 | Isidro Juárez                  | Alberto Fernández          | Juan Fernández Martín         |
| 1982 | Marino Lejarreta               | Vicent Belda               | Eulalio García                |
| 1983 | Eduardo Chozas                 | Arsenio González           | Enrique Aja                   |
| 1984 | Iñaki Gastón                   | Julián Gorospe             | Jesús Blanco Villar           |
| 1985 | Francisco Antequera            | Enrique Aja                | Jesús Blanco Villar           |
| 1986 | Josep Lluís Laguía             | Mariano Sánchez            | Francisco Antequera           |
| 1987 | Raimund Dietzen                | Iñaki Gastón               | Julián Gorospe                |
| 1988 | Federico Etxave                | Marino Alonso              | Juan Carlos González Salvador |
| 1989 | Enrique Aja                    | Julián Gorospe             | Fernando Quevedo              |
| 1990 | Alfonso Gutiérrez              | Iñaki Gastón               | Enrique Aja                   |
| 1992 | Mikel Zarrabeitia              | Antonio Martín Velasco     | Viktor Klimov                 |
| 1993 | Laurent Jalabert               | Kiko García                | Assiat Saítov                 |
| 1994 | José María Jiménez             | Alex Zülle                 | David García                  |
| 1995 | Miguel Induráin                | José María Jiménez         | Laudelino Cubino              |
| 1996 | Roberto Sierra                 | Herminio Díaz Zabala       | Francisco Cabello             |
| 1997 | José María Jiménez             | Santiago Blanco            | Marcos Serrano                |
| 1998 | Abraham Olano                  | Juan Carlos Domínguez      | Santiago Blanco               |
| 1999 | Juan Carlos Domínguez          | Jan Hruška                 | Igor González de Galdeano     |
| 2000 | Miguel Ángel Martin Perdiguero | Ángel Vicioso              | Roberto Heras                 |
| 2001 | César Solaun                   | Aitor Kintana              | José María Jiménez            |
| 2002 | Carles Torrent                 | Denís Ménxov               | Xavier Florencio Cabré        |
| 2003 | Félix Cárdenas                 | Francisco Mancebo          | José Manuel Maestre           |
| 2004 | Vladímir Karpets               | José Ángel Gómez Marchante | Josep Jufré                   |
| 2005 | Javier Pascual Rodríguez       | Israel Pérez               | Jaume Rovira Pous             |
| 2006 | Ricardo Serrano                | Rubén Plaza                | Vladímir Iefimkin             |
| 2007 | Rubén Plaza                    | Vladímir Karpets           | Candido Barbosa               |
| 2008 | Manuel Calvente                | Sergio Pardilla            | Niklas Axelsson               |
| 2009 | David García Dapena            | Ángel Vicioso              | Manuel Vázquez Hueso          |
| 2010 | Ángel Vicioso                  | Aitor Pérez Arrieta        | Marcos García Fernández       |
| 2011 | Imanol Erviti                  | Juan Pablo Suárez          | Giovanni Báez                 |
| 2012 | Ievgueni Xalúnov               | Pablo Urtasun              | Mikhaïl Antónov               |
| 2013 | Francesco Lasca                | Michael Matthews           | Ken Hanson                    |
| 2014 | Michael Matthews               | Francesco Lasca            | Carlos Barbero                |
| 2015 | Caleb Ewan                     | Daryl Impey                | Andrea Palini                 |
| 2016 | Michael Matthews               | Serguei Xílov              | Carlos Barbero                |
| 2017 | Rory Sutherland                | Michael Albasini           | José Joaquín Rojas            |